# Meckenhausen

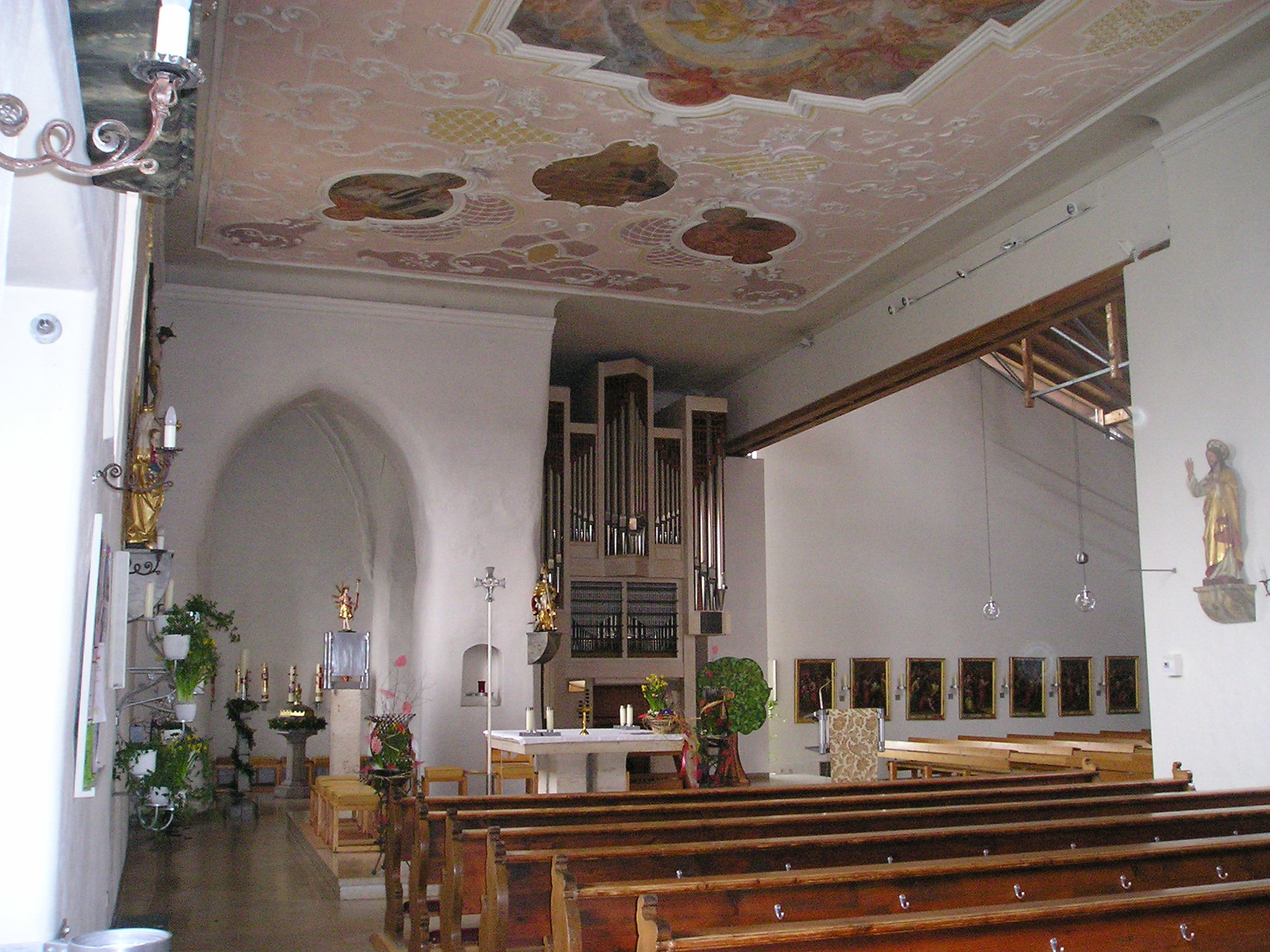
Blick aus der alten Kirche zur neuen Altarinsel vor dem Turmuntergeschoss und zum Anbau

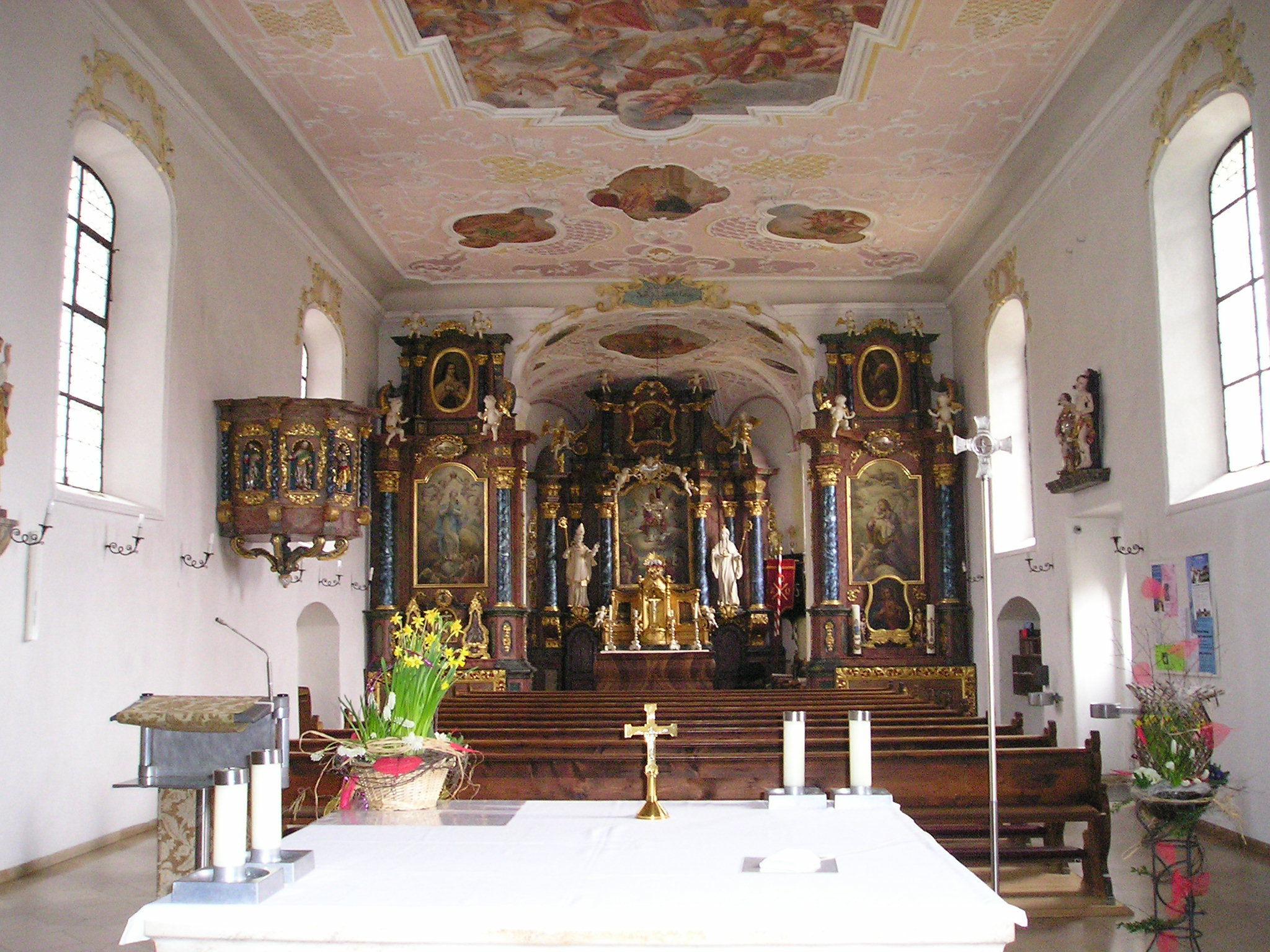
Blick in die alte Kirche

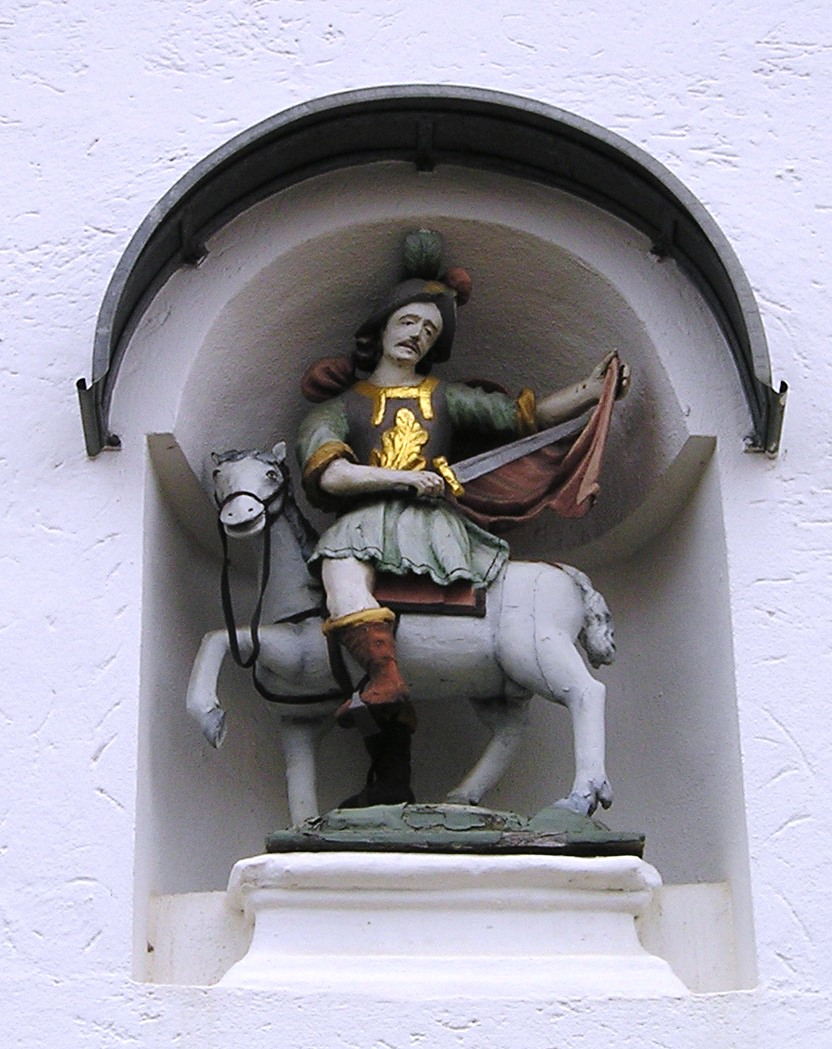
Figur des hl. Martin zu Pferd über dem Kirchenportal

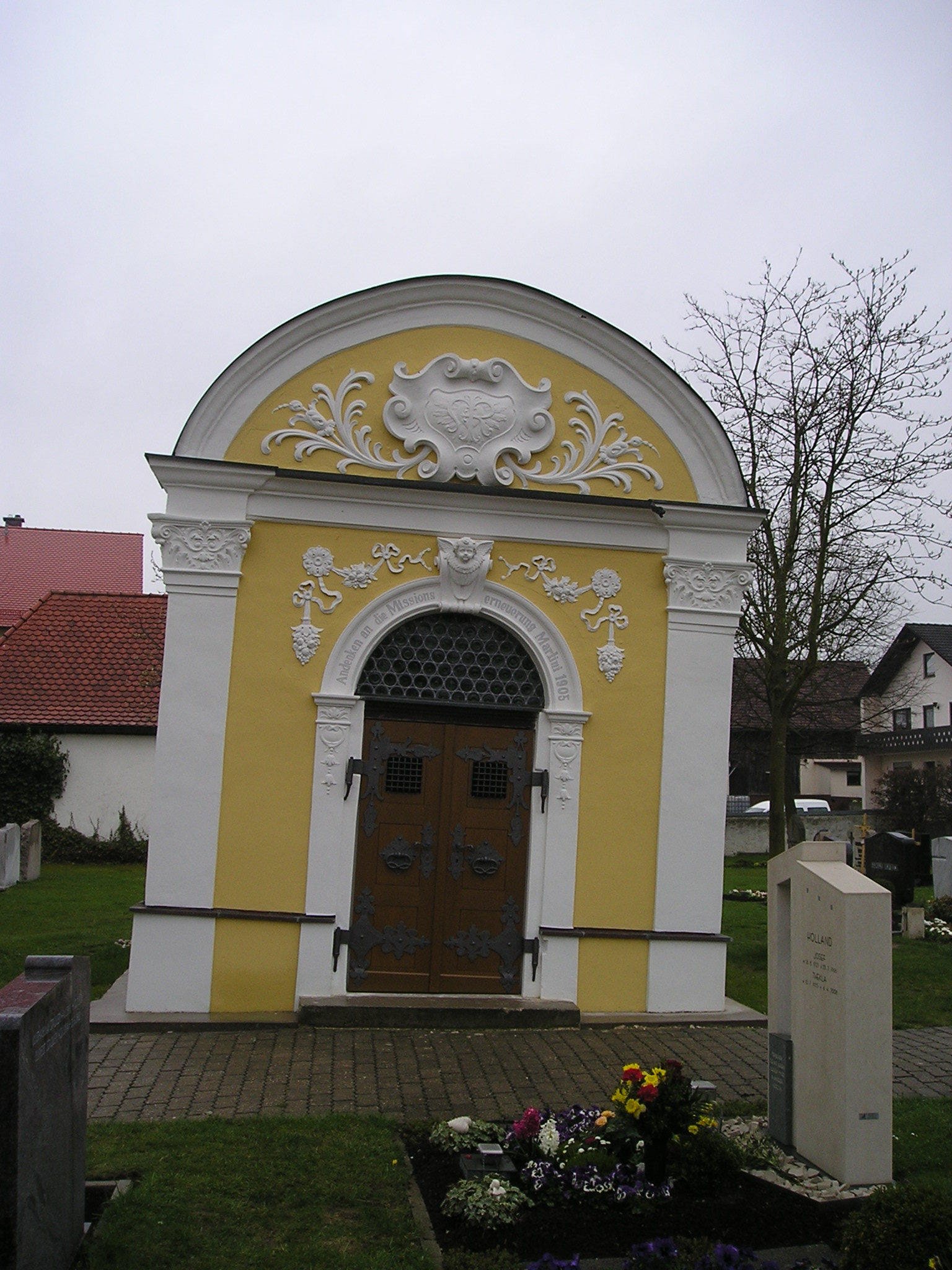
Im Friedhof

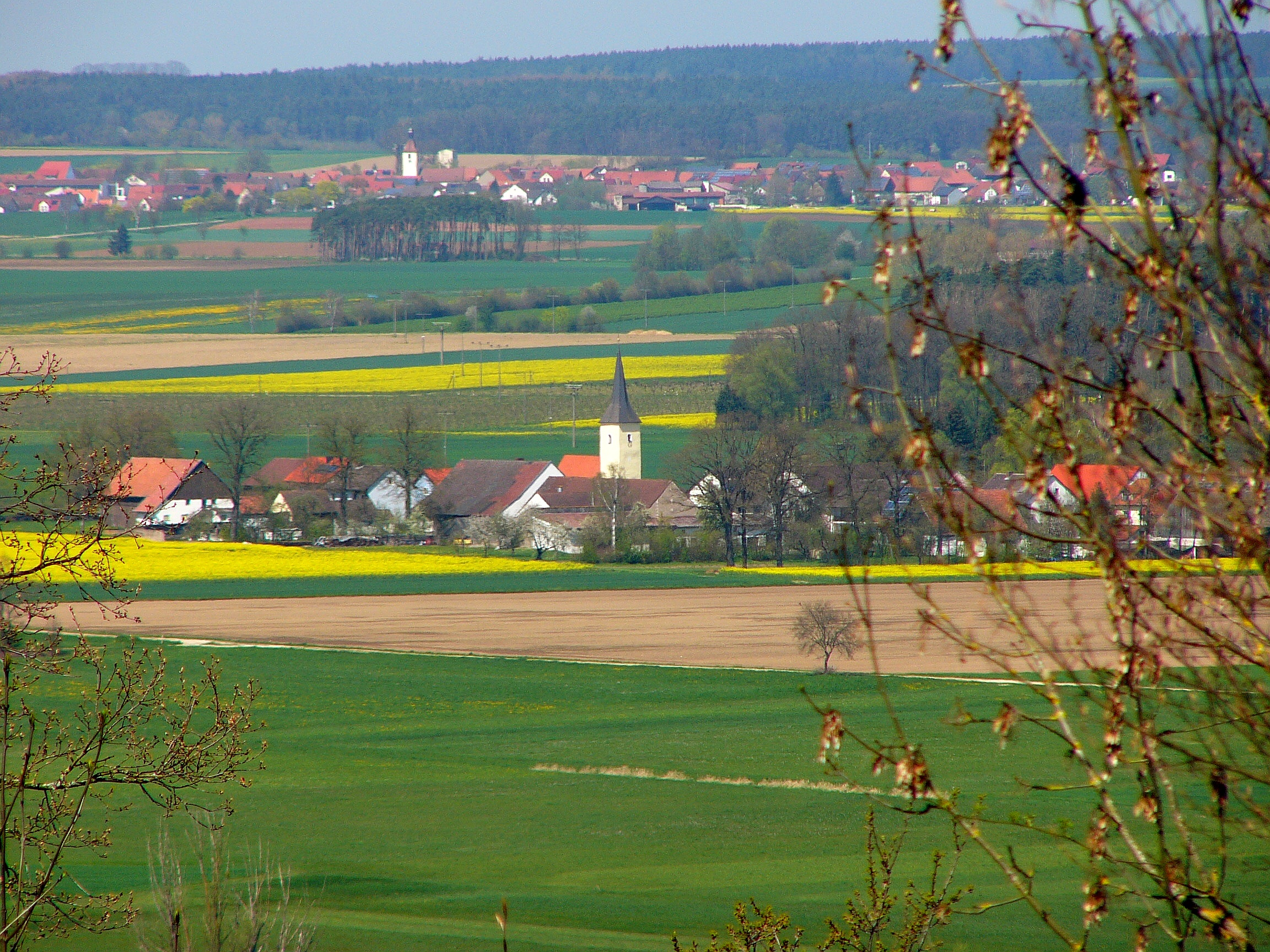
Blick auf Häusern und Meckenhausen. Aufgenommen in der Nähe von Obermässing (Greding)

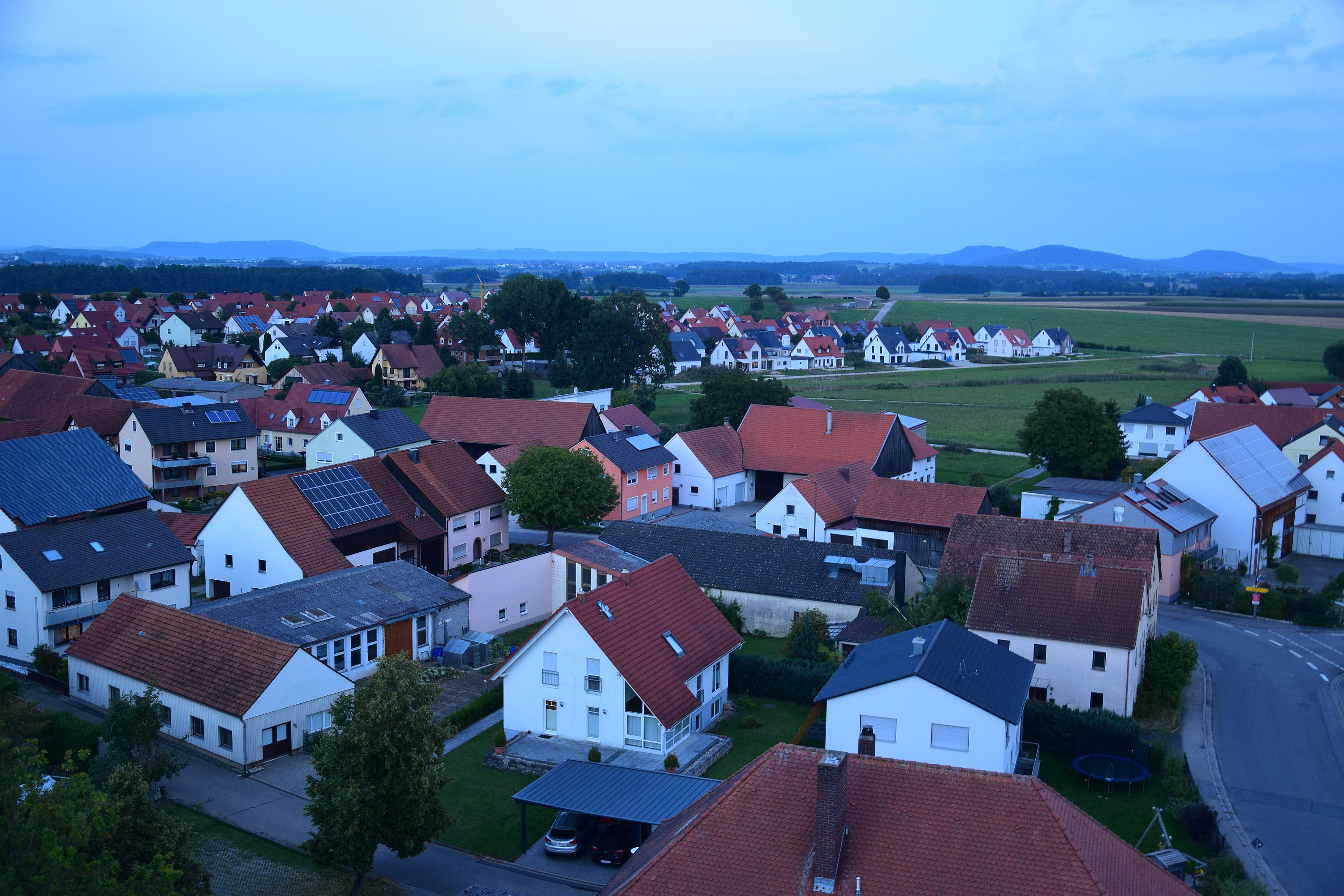
Blick auf neue Siedlung

Meckenhausen ist ein Gemeindeteil der Stadt Hilpoltstein im Landkreis Roth (Mittelfranken, Bayern). Die Gemarkung Meckenhausen hat eine Fläche von 7,600 km². Sie ist in 1126 Flurstücke aufgeteilt, die eine durchschnittliche Flurstücksfläche von 6749,49 m² haben. In ihr liegt neben dem namensgebenden Ort der Gemeindeteil Federhof.

## Lage
Das Pfarrdorf liegt im Vorland der Mittleren Frankenalb unterhalb des Hofberges, südlich des Main-Donau-Kanals und östlich der Bundesautobahn 9.

## Geschichte
Die Flur von Meckenhausen ist, wie archäologische Funde ausweisen, seit der Jungsteinzeit durchgehend besiedelt.
Meckenhausen (= zu den Häusern des „Maccho“) entstand wohl im Zuge der fränkischen Landnahme im 8. Jahrhundert, wie sowohl die Ortsnamensendung -hausen als auch der Kirchenpatron, der Frankenheilige Martin, vermuten lassen.
Die Ortsadeligen saßen auf zwei Adelssitzen; einer davon, an der Nordseite des Dorfes, war von einem Wassergraben kreisförmig umgeben. Die erste urkundliche Erwähnung Meckenhausens findet sich im Eichstätter Pontifikale Gundekarianum bei den Kirchweihen von Bischof Gundekar II. zwischen 1057 und 1075. Vom 11. bzw. 12. bis 14. Jahrhundert erscheint das Geschlecht der Meckenhauser, das in starken, zum Teil verwandtschaftlichen Bindungen zum Geschlecht der Hilpoltsteiner steht. Genannt sind unter anderem 1122 Regenolt de Mecchenhusen (Ministeriale der Eichstätter Kirche), 1169 Tiemo und sein Sohn Wirnth von Mekkenhusen, zuletzt 1359 Reycher, Konrad und Seitz von Meckenhausen. Ihnen folgten die Groß zu Meckenhausen (wohl verwandt zu den Groß zu Nürnberg), darauf die Fridwitzhofer und Lentersheim. Weitere Geschlechter zu Meckenhausen waren die Warperger/Wartberger (genannt seit dem Ende des 13. Jahrhunderts) und (zuletzt 1346) die Morsbeck/Morspekke. 1422 saß Hans Gross von Meckenhausen auf der Altenburg, während der andere Herrensitz zerstört war; Hans Gross erhielt aber von König Sigmund die Erlaubnis, diesen wieder aufzubauen.
Zum Herzogtum Pfalz-Neuburg gehörend und hier dem Pflegamt Hilpoltstein-Allersberg zugeordnet, verpfändete der Pfalzgraf Ottheinrich 1542 den Ort mit circa 80 Untertanen/Gütern an Nürnberg; das Nürnberger Salbuch von 1544 verzeichnet auf dem nunmehr einzigen Herrensitz Bastian von Fridwitzhofen sitzend. Unter der Nürnberger Herrschaft wurde in Meckenhausen 1542 die lutherische Kirchenverordnung eingeführt. 1627/28 erfolgte unter dem zur alten Kirche übergetretenen Pfalzgrafen Wolfgang Wilhelm die Rekatholisierung.
Infolge der Säkularisation kam Meckenhausen 1806 zum Königreich Bayern.
1904 gab es in Meckenhausen 85, 1952 89 Wohngebäude. Der Gemeindeteil Federhof hatte schon früher zu Meckenhausen gehört. Im Zuge der Gebietsreform in Bayern kamen am 1. Januar 1972 die bis dahin selbständigen Gemeinden Hagenbuch, Karm, Sindersdorf und Weinsfeld sowie am 1. Juli 1972 Teile der Gemeinde Pierheim zur Gemeinde Meckenhausen, die ihrerseits am 1. Juli 1976 nach Hilpoltstein eingegliedert wurde.

### Katholische Pfarrei St. Martin
Zwischen 1057 und 1075 weihte der Eichstätter Bischof Gundekar II. in „Mecchenhausen“ eine Kirche. Sie war Filiale der Urpfarrei St. Georg in Sulzkirchen und wurde 1517 Pfarrei. Die mittelalterliche Kirche Meckenhausens war von einer Mauer umgeben, die im Osten einen Turm und am Zugang Flankentürme hatte. Der heutige, in der Südwestecke stehende Kirchturm mit abgestumpftem Ziegelhelm und kuppelbedachter Laterne trägt die in Stein gehauene Jahreszahl 1482; die Untergeschosse gehören der Gotik an. Im Dreißigjährigen Krieg brandschatzten kaiserliche Truppen die Kirche. Um 1645 wurde sie wieder instand gesetzt. 1650 kamen neue Glocken in den Turm, dessen Zustand 1700 als bedenklich bezeichnet wurde und 1728 bei einem Unwetter auf die Kirche fiel. 1735 war das Bauwerk wieder repariert; anschließend wurde die Decke mit Stuck des Frührokokos versehen und bemalt. Der alte Hochaltar und die zwei Seitenaltäre stammen von 1740. 1781 fand eine Konsekration statt. Gegen Ende des 19. Jahrhunderts wurde das von Melchior Puchner aus dem Jahr 1736 stammende Deckengemälde übermalt. Bei einer Renovierung 1950/51 wurde dieses Gemälde, das in einem Heiligenhimmel die Krönung Mariens zeigt, wiederhergestellt.
1974–1976 wurde die Kirche unter dem Münchner Architekt Christoph Hackelsberger durch einen Anbau nach Norden hin erweitert. Im Innern der alten Kirche wurde vor dem Turm, dessen Ost- und Nordwand vom Boden bis zur Wölbung spitzbogig durchbrochen ist, eine Altarinsel neu geschaffen, zu der beide Kirchenteile hin ausgerichtet sind (die Kirchenbänke der alten Kirche wurden umgedreht). Einrichtungsgegenstände sind unter anderem als Holzfiguren eine spätgotische Madonna (um 1500), eine unvollständige Anna selbdritt (1720/30), eine nicht mehr vollständig erhaltene Barockkanzel (1710/20), aus ungefähr der gleichen Zeit die Figur des Kirchenpatrons, die heute in der angebauten „neuen Kirche“ steht und ein hl. Martin zu Pferd (um 1700) über dem Kirchenportal. Nahe der Kirche befindet sich eine Friedhofsgrotte.
Filialen sind St. Maria in Karm-Meilenbach, St. Maria in Michelbach, St. Maria in Pierheim und St. Walburga in Sindersdorf. Die Pfarrei betreibt in Meckenhausen einen Kindergarten.

### Einwohnerentwicklung
Ortschaft Meckenhausen:
- 1910: 0494 Einwohner[9]
- 1933: 0496 Einwohner
- 1939: 0455 Einwohner[10]

Gemeinde Meckenhausen:
- 1961: 1332 Einwohner[8]
- 1970: 1421 Einwohner[8]

Ortsteil Meckenhausen:
- 1987: 0771 Einwohner[11]
- 2009: 1102 Einwohner
- 2012: 1169 Einwohner[12]

## Verkehr
Die Staatsstraße 2238 führt über Sindersdorf zur Anschlussstelle der A 9 bzw. nach Michelbach. Die Kreisstraße RH 32/NM 19 führt nach Forchheim, die Kreisstraße RH 28 führt nach Pierheim bzw. nach Karm zur Staatsstraße 2388.